# Julian Siedlecki
Julian Siedlecki vel Seidel (ur. 7 sierpnia 1896 w Inowrocławiu, zm. 11 września 1939 pod Giecznem) – major piechoty Wojska Polskiego, kawaler Orderu Virtuti Militari.

## Biografia
Julian Siedlecki, urodził się jako Julian Seidel w Inowrocławiu (Cesarstwo Niemieckie) 7 sierpnia 1896 roku. Wychowywało go wujostwo. Po wybuchu I wojny światowej został wcielony do armii niemieckiej. Brał udział w walkach na froncie zachodnim, m.in. w bitwie pod Verdun. Uciekł na stronę francuską, gdzie ukończył w 1919 roku szkołę oficerską. Zmienił nazwisko na „Siedlecki”. Do Polski wrócił jako tłumacz francuskiej misji wojskowej. 
W czasie wojny z bolszewikami walczył w szeregach 49 pułku piechoty. 27 kwietnia 1920 dowodząc 7. kompanią jako strażą przednią pułku zajął Mohylów Podolski. „W ręce żołnierzy 7-ej kompanii, porwanych dzielonością swego dowódcy, dostało się kilkudziesięciu jeńców, 1 działo, 4 karabiny maszynowe na taczankach, kilkadziesiąt koni, a w Mohylowie ponadto wiele materiału wojennego w postaci taboru kolejowego, pontonów, broni, amunicji i żywności”. Został ranny w rękę. Odznaczono go Orderem Virtuti Militari oraz dwukrotnie Krzyżem Walecznych.
Po wojnie pozostał w wojsku jako oficer zawodowy. Kontynuował służbę w 49 pułku piechoty w Kołomyi. 1 czerwca 1921 był przydzielony do 18 Dywizji Piechoty. 3 maja 1922 został zweryfikowany w stopniu porucznika ze starszeństwem od 1 czerwca 1919 i 1707. lokatą w korpusie oficerów piechoty. 3 maja 1926 prezydent RP nadał mu stopień kapitana ze starszeństwem z dnia 1 lipca 1925 i 271. lokatą w korpusie oficerów piechoty. W czerwcu 1927 został przydzielony z macierzystego pułku do Kadry Marynarki Wojennej w Świeciu. 23 grudnia 1927 został przeniesiony z 49 pp do kadry oficerów piechoty z pozostawieniem na dotychczas zajmowanym stanowisku w Kadrze MW. W marcu 1930 został przeniesiony do 70 pułku piechoty w Pleszewie. W Rembertowie ukończył kurs dla wyższych oficerów. Na stopień majora został awansowany ze starszeństwem z 1 stycznia 1936 i 49. lokatą w korpusie oficerów piechoty. W marcu 1939 nadal pełnił służbę w 70 pp na stanowisku dowódcy I batalionu. Na czele tego batalionu walczył w kampanii wrześniowej. Poległ 11 września 1939 podczas natarcia na las pod Giecznem. Został pochowany 13 września 1939 roku przy kościele w Strzegocinie.
W 1924 roku ożenił się z Marią Kowalską, z którą miał dwóch synów: Jana oraz Bronisława.

## Ordery i odznaczenia
- Krzyż Srebrny Orderu Wojskowego Virtuti Militari – 17 maja 1921[17][15][18]
- Krzyż Walecznych dwukrotnie[15]
- francuski Medal Pamiątkowy Wielkiej Wojny[19][20]

## Konotacje w kulturze
Historyk emigracyjny Tomasz Piesakowski, wydając w drugim obiegu w 1989 roku swą książkę Losy Polaków w ZSRR w latach 1939–1986, wybrał jako pseudonim imię i nazwisko Julian Siedlecki.